# Netvařec křovitý
Netvařec křovitý (Amorpha fruticosa) je vytrvalý, nenáročný, opadavý keř považovaný v České republice za neofyt. Tento jediný druh rodu netvařec, jenž vyrůstá v české přírodě, byl do Evropy zaveden v prvé polovině 18. století jako okrasná rostlina.

## Výskyt
Pochází z východních oblastí Severní Ameriky, odkud byl rozšířen do mnoha evropských i asijských zemí. Původně to bylo lidským přičiněním, nyní se ale šíří samovolně podél silnic a řek, kde obsazuje vlhká a světlá místa. V Čechách se začal pěstovat jako zahradní a parková rostlina v polovině 19. století a roku 1932 byl prvně zaznamenán zplanělý ve volné přírodě.

## Ekologie
Ve své severoamerické domovině roste na vlhčích místech ve stinných roklích, v mokřadech i na březích jezer či vodních toků. Na nově osídlených územích se mu ale dobře daří i na sušších místech, kde je půda kamenitá a málo výživná. Využívá toho, že jeho kořenový systém žije v symbióze s půdními bakteriemi vázajícími vzdušný dusík, a obohacuje půdu. Patří mezi keře nejčastěji používané pro ozelenění neplodných míst. Rostlina dobře snáší záplavy i letní přísušky.

## Popis
Keř s přímými, nepravidelně rozestavěnými větvemi, které dorůstají do výšky 4 m. Jejich hladká kůra je zbarvená černošedě až hnědošedě. Letorosty jsou v mládí pýřité, později olysávají. Listy s opadavými palisty jsou lichozpeřené a bývají dlouhé až 30 cm. Lístky s kratičkými řapíčky vyrůstají v pěti až dvanácti párech, jsou podlouhlé až elipsovité, na bázi zakulacené či klínovité a na vrcholu tupé. Bývají velké 15 až 40 × 8 až 20 mm, žláznatě tečkované, tmavozelené, mají žlutě prosvítající žilky a někdy jsou krátce chlupaté.
Květenství je 7 až 15 cm dlouhý hrozen tvořený 50 až 70 malými, oboupohlavnými, pětičetnými, šikmo odstávajícími květy. Zvonkovitý, roztroušeně chlupatý kalich, asi 3 mm dlouhý, má nestejně dlouhé zuby, horní jsou kratší. Korunu tvoří jen široce elipsovitá, na vrcholu plytce vykrojená pavéza zbarvená tmavě až světle fialově, červenofialově nebo bíle; křídla i člunek chybí. Deset dlouhých tyčinek (devět je jich srostlých) má žluté prašníky čnící ven z květu. Přisedlý semeník mívá jedno až dvě vajíčka. Kvete v červnu a červenci, opylován je včelami a motýly, kterým poskytuje nektar. Ploidie druhu je 2n = 40.
Plod je podlouhlý, čárkovitý, hnědý, nepukavý lusk, asi 8 mm dlouhý. Žláznatě tečkované lusky s kratičkým zobánek vyrůstají klasnatě nahloučené, obsahují jedno až dvě semena asi 4 mm velká. Semena bývají podlouhle vejčitá či ledvinovitá, mírně zploštělá, zelenohnědá a lesklá.

## Rozmnožování
Rozmnožuje se snadno semeny, kterých produkuje veliká množství, nebo dřevitými řízky; téměř každý do země vložený kousek výhonu se ujímá. Je počítán za potenciálně nebezpečnou invazní rostlinu, hlavně v teplejších oblastech.

## Význam
Netvařec křovitý byl v Evropě v minulosti vysazován v parcích a na ulicích měst jako ozdobný keř. Později se začalo využívat i jeho statného kořenového systému a začal být používán pro ozelenění neplodné půdy, zpevňování erozí ohrožených svahů, jako větrolam okolo silnic i coby medonosná rostlina. Využívá se také jeho odolnosti vůči zvýšené salinitě půdy a používá se v dělicích pásech na dálnicích nebo po okrajích silnic. Protože dobře snáší průmyslové znečištěné i prašné ovzduší, bývá sázen okolo objektů produkující polétavý prach. Rostliny i semena obsahují isoflavonoidy a jsou mírně jedovaté.

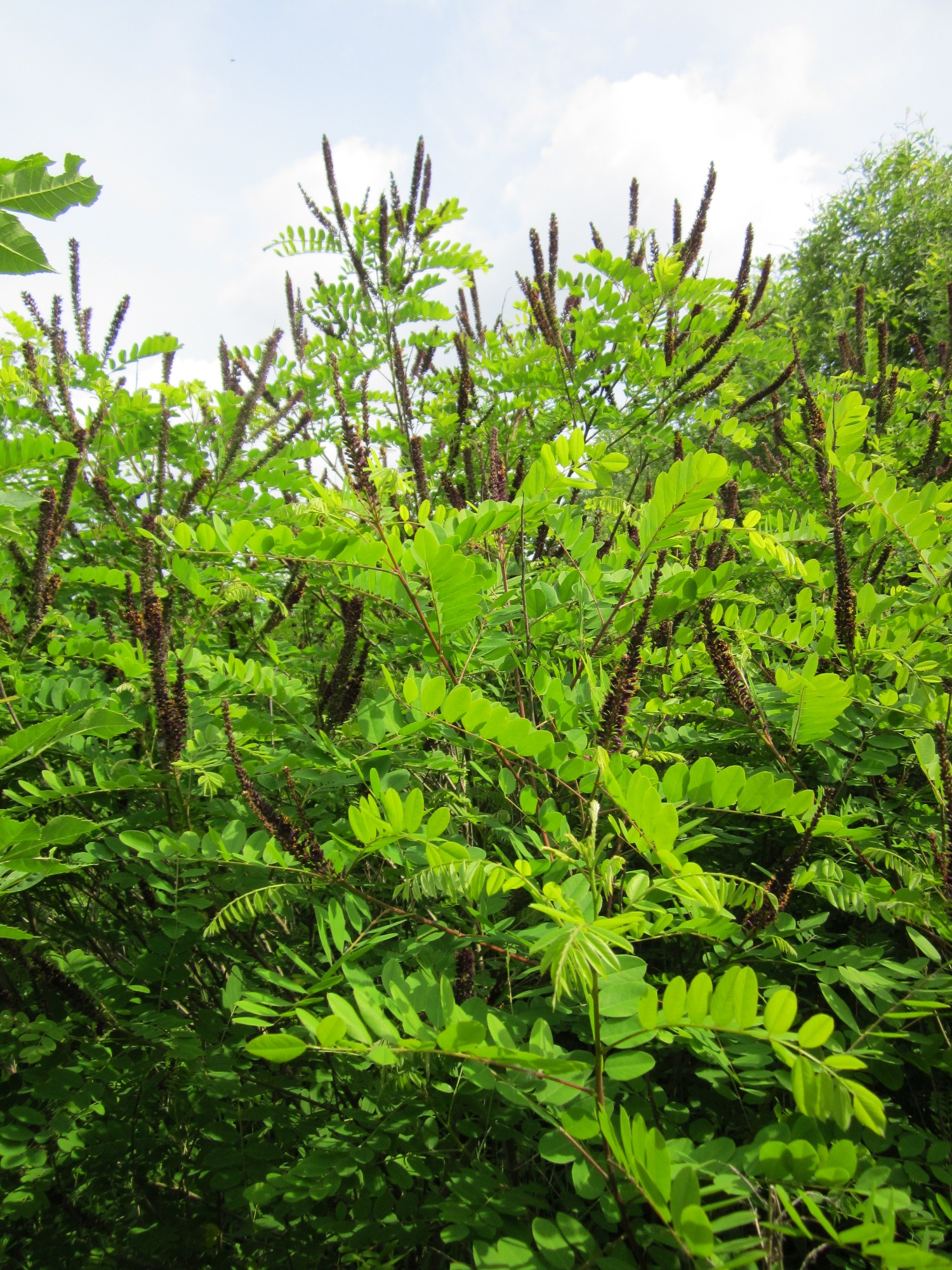
Kolonie netvařce křovitého
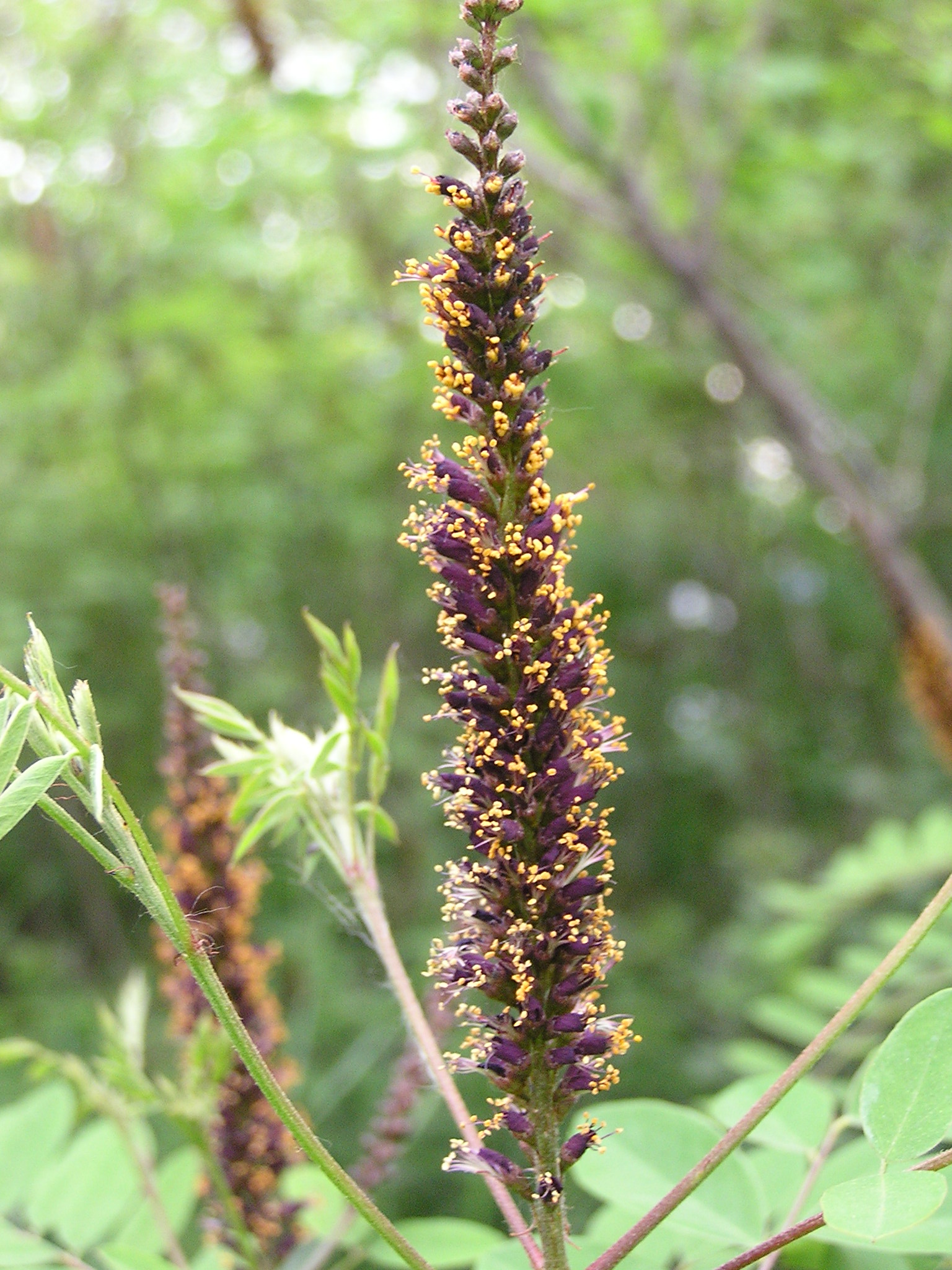
Rozkvetlé květenství
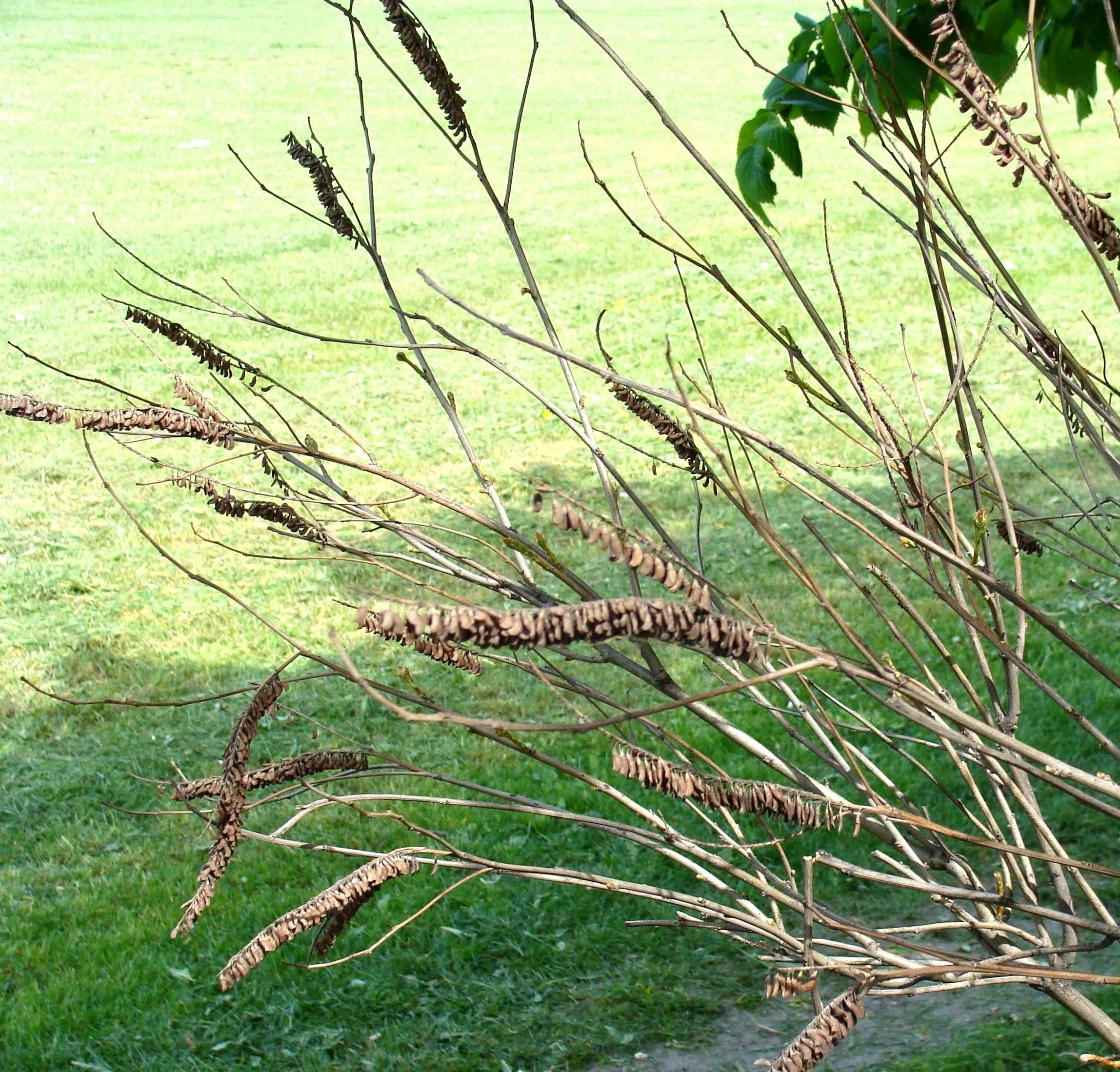
Plodenství suchých lusků
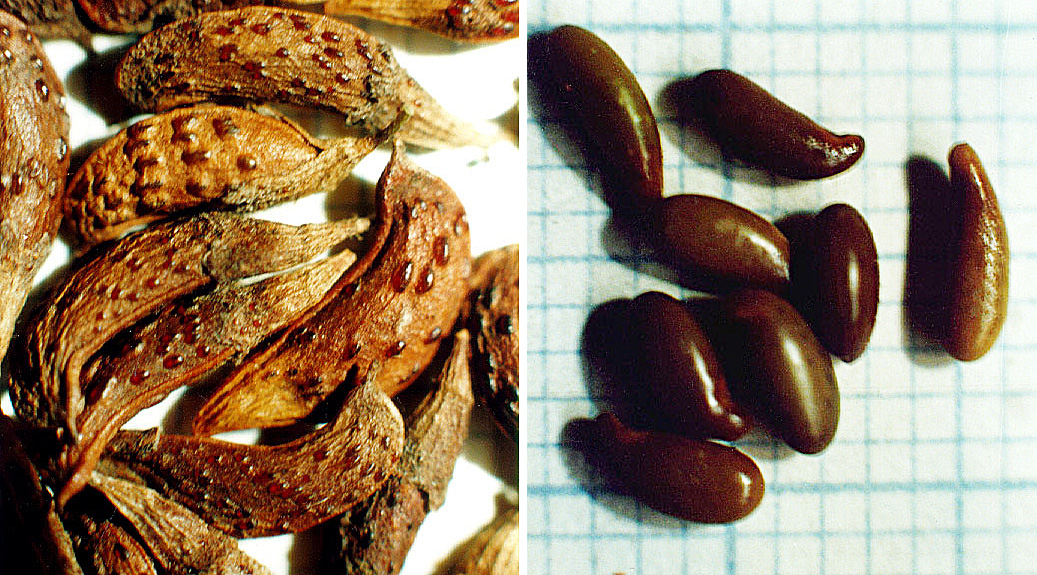
Lusky a semena